# Place Georges-de-Poděbrady
La place Georges-de-Poděbrady (Náměstí Jiřího z Poděbrad) est une place au centre du quartier pragois Vinohrady dans le district Prague 3. On y accède via la station de métro éponyme située sous la place ainsi que par des lignes de tramway et d'autobus.
Elle est nommée d'après Georges de Poděbrady, roi de Bohême de 1458 à 1471. La place a été créée en 1896 sous le nom de Place du roi George (Náměstí krále Jiřího) avant d'être renommée en 1948 par son nom actuel.
L'église du Sacré-Cœur se trouve en son centre.